# Lac du Bourget
Der Lac du Bourget (deutsch See von Le Bourget, früher italienisch Lago del Borghetto) ist der größte natürliche See, der vollständig innerhalb Frankreichs liegt. Er befindet sich im Norden des Départements Savoie. Er gehört zu den postglazialen Seen der Alpen und entstand nach der Würmeiszeit, ungefähr 19.000 Jahre nach dem Rückzug der großen Gletscher des Quartärs. Aufgrund seiner reichen Natur ist der See seit dem 19. Jahrhundert auch ein bedeutendes touristisches Reiseziel.
Der See hat eine Fläche von rund 44,5 km² und ist ca. 18 km lang. Der in Nord-Süd-Richtung liegende See ist dabei maximal 3,5 km breit. Seit Menschengedenken war der 145 m tiefe See noch nie zugefroren.
Das westliche Ufer des Sees wird von den südlichsten Ausläufern des Juragebirges gebildet. Die Hügelkette wird Chaîne de l'Épine genannt und gipfelt im Dent du Chat (1390 m) und fällt schroff zum See ab. Die Chaîne de l'Épine schützt den See vor Schlechtwetter-Einflüssen aus westlicher Richtung. Dieses Ufer ist nur sehr dünn besiedelt.
Das östliche Ufer wird vom Massif des Bauges dominiert. Dieses Massiv gipfelt im Mont Revard 1538 m und beherbergt den Naturpark gleichen Namens.
Der See liegt in einer ca. 560 km² großen Ebene. Die größten Städte dieser Ebene sind die am südlichen Ostufer liegende Bäderstadt Aix-les-Bains sowie das ca. 10 km südlich des Sees gelegene Chambéry. Die Gemeinde Le Bourget-du-Lac am Südufer trägt den Namen des Sees.

## Entstehung
Die Legende will, dass der Lac du Bourget ebenso wie der Lac d’Annecy und der Genfersee durch Tränen dreier Engel gefüllt wurden, denen Gott befahl, das Gebiet der Voralpen zu verlassen.
Nach gegenwärtigem Kenntnisstand entstand der Lac du Bourget wie viele andere Seen im Alpenvorland mit dem Abschmelzen der eiszeitlichen Gletscher. Vor ca. 130.000 bis 140.000 Jahren wurde ein riesiges Seebecken als typischer Zungenbeckensee während der Saale/Riß-Kaltzeit ausgeschoben.
Es entstand ein See, der sich von der heutigen Gemeinde Seyssel (Haute-Savoie) im Norden bis Saint-Marcelin im Südwesten erstreckte. Außerdem waren Tallagen bis zum heutigen Albertville sowie Teile des Rhonetals bis nach Yenne bedeckt. Dieser Ursee verfügte über eine Fläche von ca. 1.000 km² und war 140 km lang. Der Wasserspiegel lag bei ca. 360 m und damit ca. 120 m über dem heutigen Niveau.
Während der nachfolgenden Würmeiszeit stießen der eiszeitliche Rhonegletscher und der Isère-Gletscher im Gebiet des heutigen Sees zusammen und schoben das heutige Seebecken frei. Dabei entstand auch das heutige ca. 50 km lange Tal zwischen Seyssel, Yenne und Challes-les-Eaux.

## Hydrologie
Mit einem Wasservolumen von 3,6 Mrd. m³ (das entspricht dem jährlichen Trinkwasserverbrauch der privaten Haushalte Frankreichs) diente der See vor dem Jahr 1982 vorrangig als Hochwasserüberlauf der Rhône. Obwohl diese Möglichkeit aufgrund diverser Staustufen der Rhône de facto nicht mehr benötigt wird, lässt man den Fluss einmal jährlich bewusst über die Ufer treten. Der Wasserspiegel des Sees steigt dabei kurzzeitig um 1 Meter an.
Hauptzufluss ist die Leysse. Ihre mittlere Abflussspende wird mit 41,8 Kubikmeter pro Sekunde angegeben.

## Biologie und Naturschutz
Zwischen den 1950er und 1970er Jahren gefährdete die ungeklärte Einleitung der Abwässer von 170.000 Anwohnern inklusive der Bewohner von Chambéry sowie einer steigenden Anzahl von Touristen die Wasserqualität. Die zusätzliche Nährstoffbelastung führte zu einer Eutrophierung des Sees und der zunehmende Schiffsverkehr gefährdete durch Ölverschmutzung und Lärmbelästigung die Fauna des Sees.

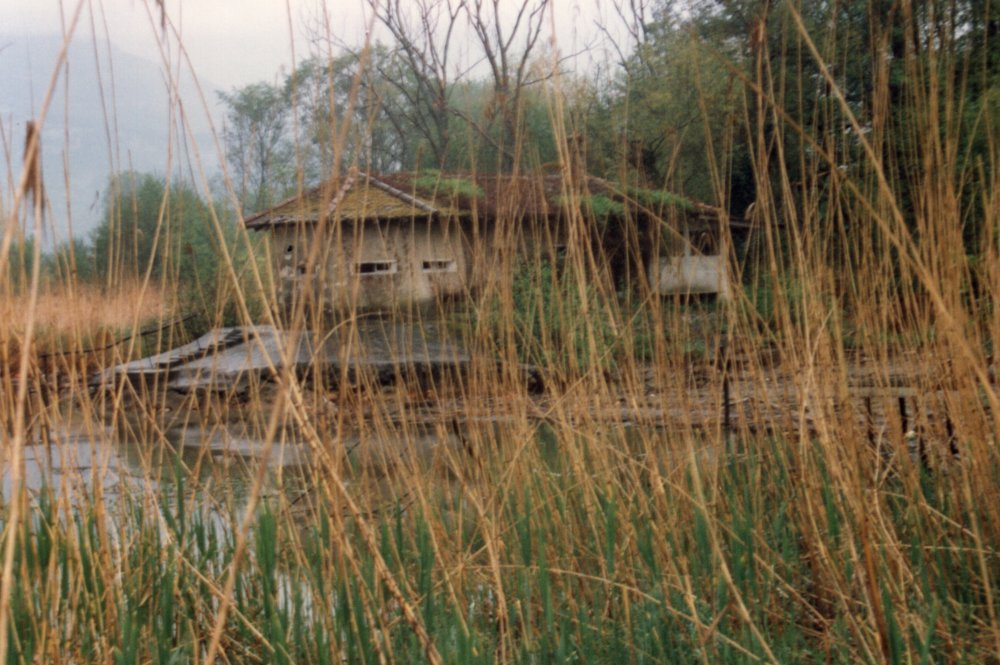
Ehemaliger Jagdansitz, heute Vogelbeobachtungsstation

Große Teile des schwer zugänglichen westlichen Ufers sind noch in naturnahem Zustand. Aufgrund seiner Wassermasse sowie der Kalksteinfelsen an den Ufern bildete sich ein sehr gemäßigtes Mikroklima, das an sehr geschützten Stellen schon mediterrane Züge trägt. Man findet daher den französischen Ahorn, den Feigenbaum, den gewöhnlichen Buchsbaum, die Flaumeiche sowie die Jungfer im Grünen. Außerdem werden an seinem Ufer die Appellationsweine Vin de Savoie und Roussette de Savoie angebaut, die beide Teil der Weinbauregion Savoie sind.
Der See verfügt über einen schönen Bestand an Seevögeln und liegt in einer wichtigen Vogelzugpassage. Man kann daher auf dem See die Stockente, den Höckerschwan, das Blässhuhn, die Reiherente, die Zwergdommel, den Säbelschnäbler, den Gänsesäger, den Schwarzmilan, den Wanderfalken und den Uhu beobachten.

### Der Schilfrohrgürtel des Sees
Die früher dichten Schilfrohrbestände des Sees haben seit den 1960er Jahren deutlich abgenommen. Wellenschlag durch motorisierten Schiffsverkehr und Treibgut sind zwei Gefährdungsursachen. Im äußersten Süden des Sees wurde daher eine Schutzzone eingerichtet, an die allerdings ein Campingplatz mit Badestrand angrenzt. Zum Schutz gegen antreibende Baumstämme und ähnlich großes Treibgut wurden von der Naturschutzorganisation FRAPNA (Fédération régionale des associations de protection de la nature de Rhône-Alpes) Pfähle ins Wasser vor dem Schilfstreifen gesetzt, die das Treibgut aufhalten und als Ansitz für z. B. Kormorane dienen. Im Jahr 2000 wurde die zuvor vollständig verschwundene Europäische Sumpfschildkröte wieder erfolgreich ausgesetzt.
Das Schilf bietet dem Eisvogel Schutz und spielt auch bei der Erhaltung der Fischbestände eine große Rolle. In den Tiefen des Sees leben der Europäische Hecht, Rotaugen, der Katzenwels, der Flussbarsch, der Karpfen sowie Kammzahnschleimfische. In seichteren Teilen des Sees findet man den Seesaibling, den Renken, Bachforellen, Regenbogenforellen und die Quappe. Einen Überblick über die Artenvielfalt der Fische bietet das Aquarium in Aix-les-Bains.
Die ehemals im See endemisch vorkommende Bezoule, ein Fisch aus der Ordnung der Lachsartigen, wurde 2008 von der IUCN für ausgestorben erklärt.

## Tourismus
Neben Angeln sind verschiedene Wassersportarten wie Schwimmen, Wasserski, Segeln oder Rudern möglich.

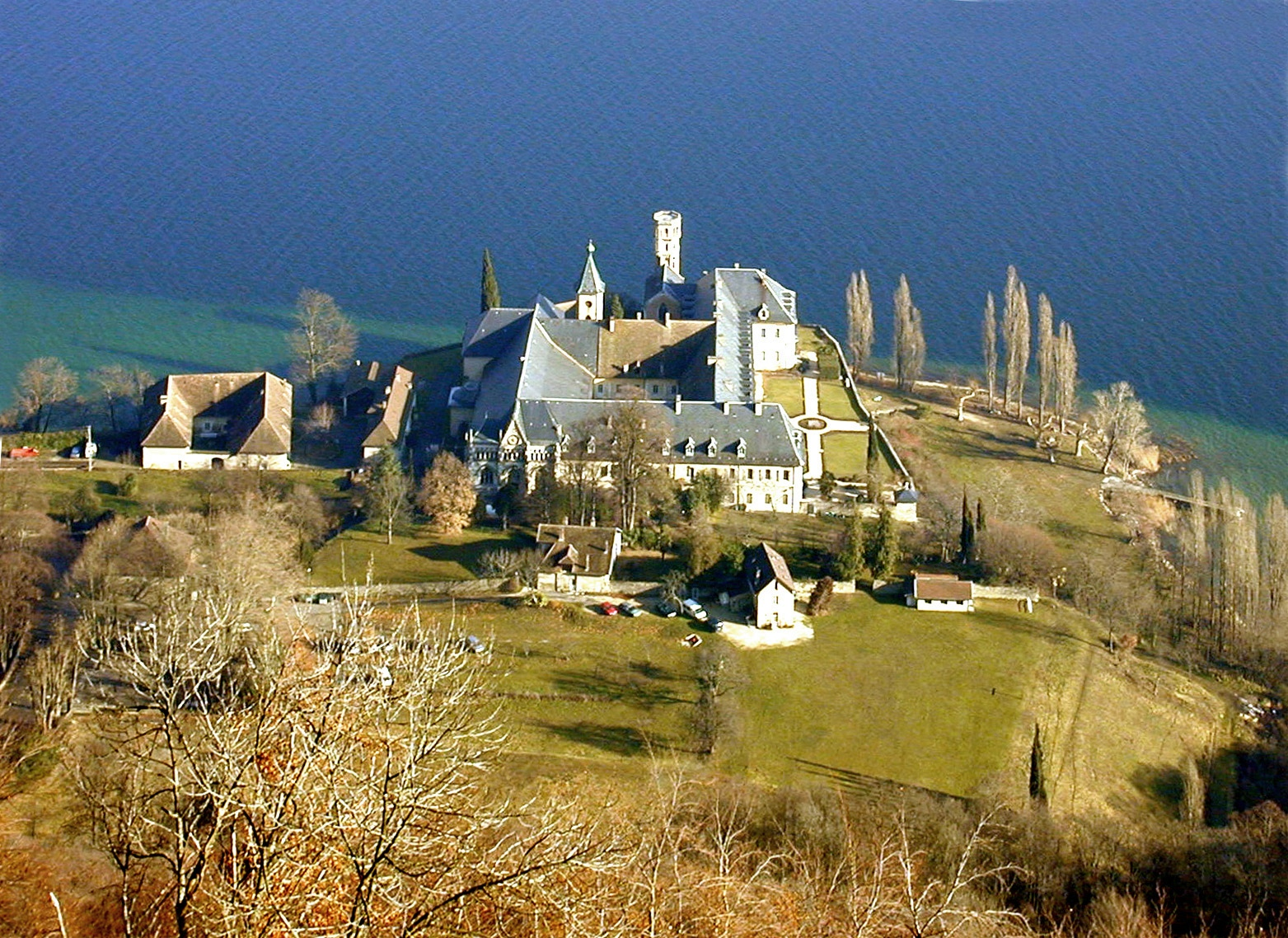
Abtei von Hautecombe

Historische Attraktionen sind in Le Bourget-du-Lac die Prieuré, ein Kloster aus dem 11. Jahrhundert in der Nähe der St.-Laurent-Kirche, und deren Gärten und das Château Thomas II, eine Burgruine aus dem 13. Jahrhundert. Die an der schwer zugänglichen Westküste gelegene Abtei von Hautecombe ist am besten mit dem Schiff vom gegenüberliegenden Ufer aus zu erreichen.
Aix-les-Bains hat als renommierte Bäder- und Kurstadt ein vielfältiges Kulturangebot mit Konzerten, Operetten und Ausstellungen zu bieten. Das Musée Faure beherbergt eine bedeutende Sammlung französischer Impressionisten. Alphonse de Lamartine, Dichter der französischen Romantik, hatte dem See bereits im 19. Jahrhundert das Gedicht Le Lac gewidmet.

## Schiffsverkehr
Der Lac du Bourget ist über einen schiffbaren Kanal im Nordosten mit der Rhône verbunden. In Aix-les-Bains ist eine Schifffahrtsgesellschaft ansässig, die verschiedene Touristenprogramme vom 200-Personen-Party-Schiff bis zum Individualentdecker abdeckt. Linienverkehr spielt mangels Knotenpunkten keine Rolle. Motorisierte Sportboote und Segelschiffe finden in mehreren Häfen rund um den See einen Ankerplatz.

## Galerie

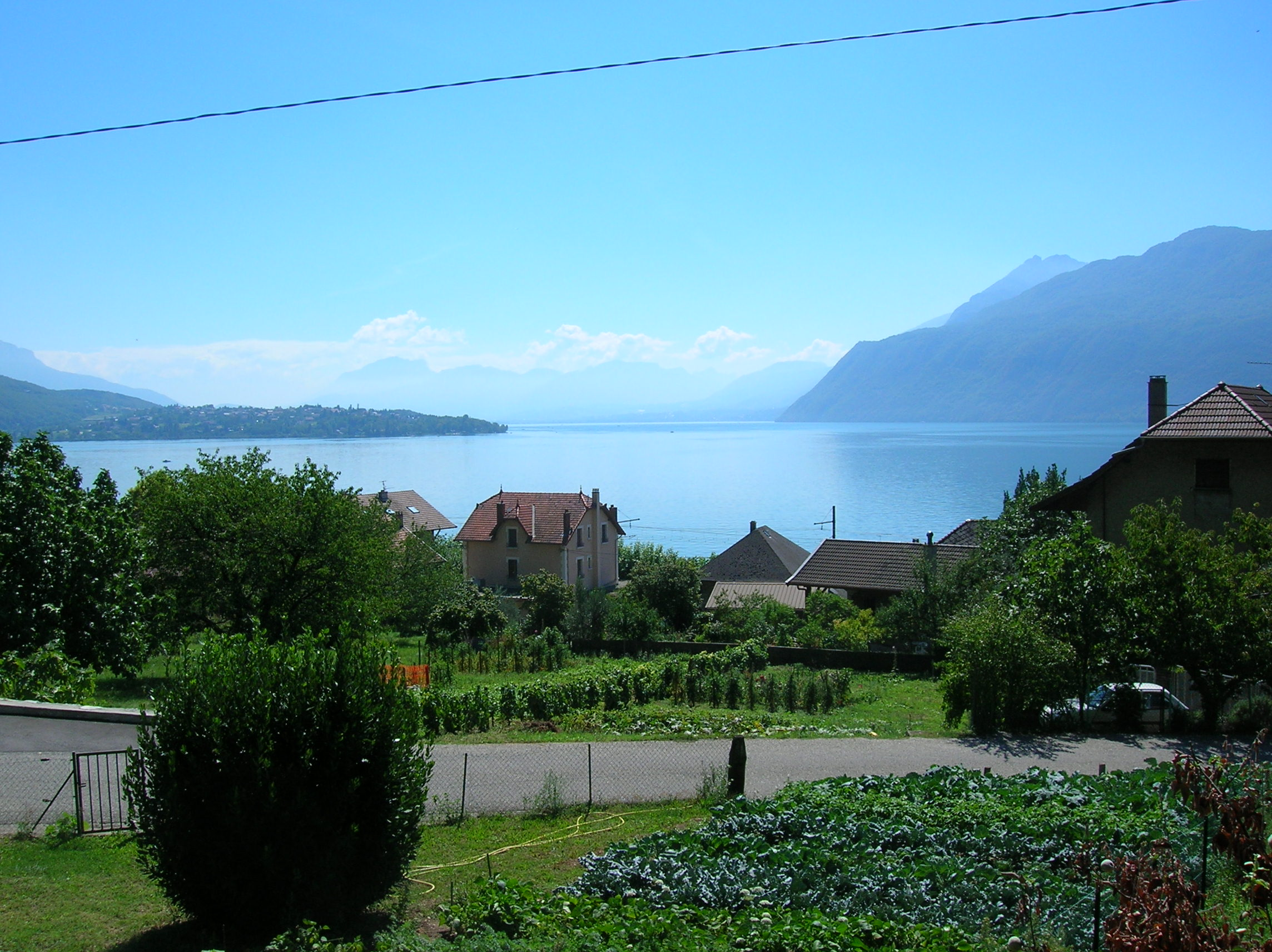
Der See bei Bourget-du-Lac
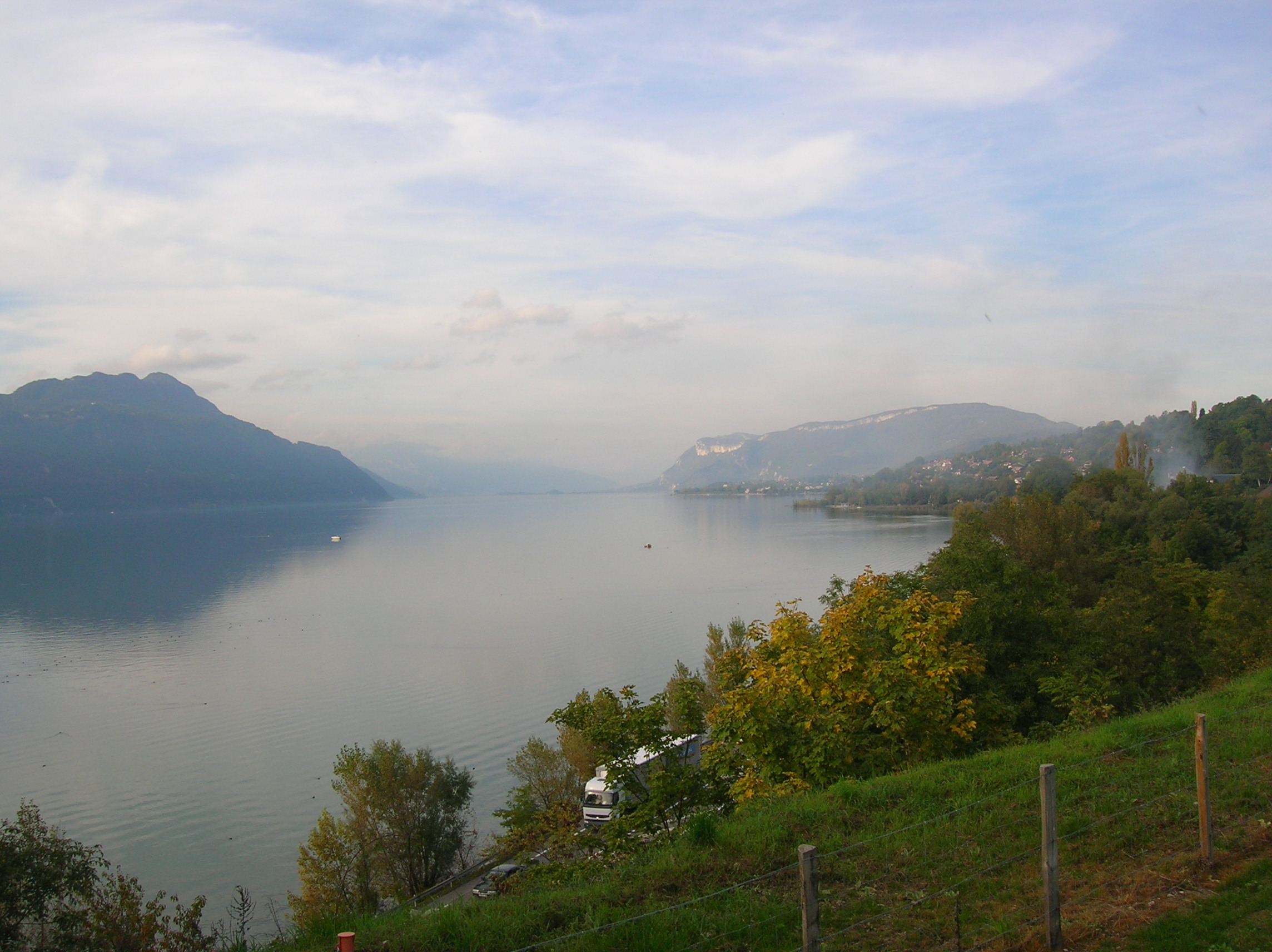
Lac du Bourget
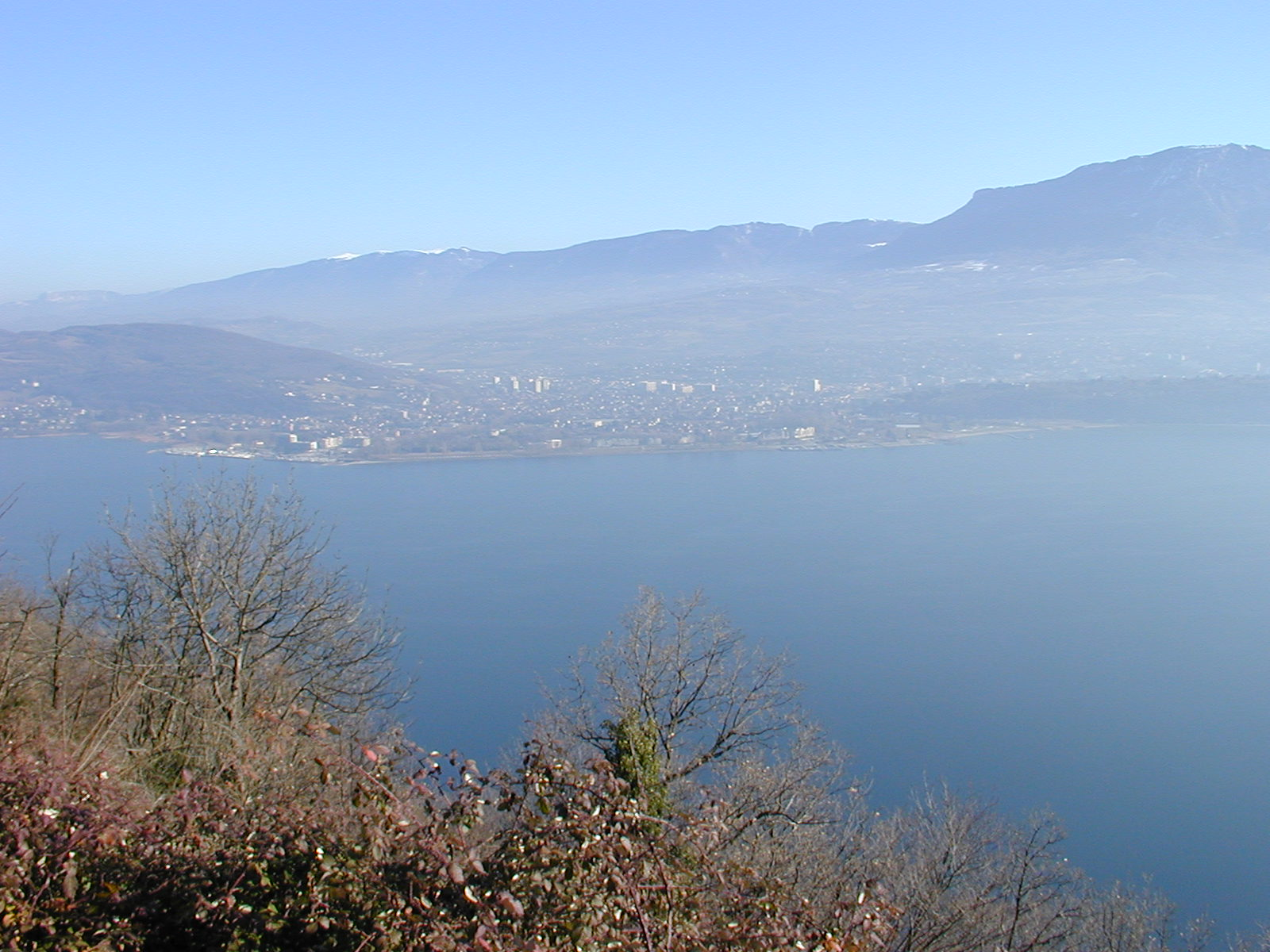
Aix-les-Bains
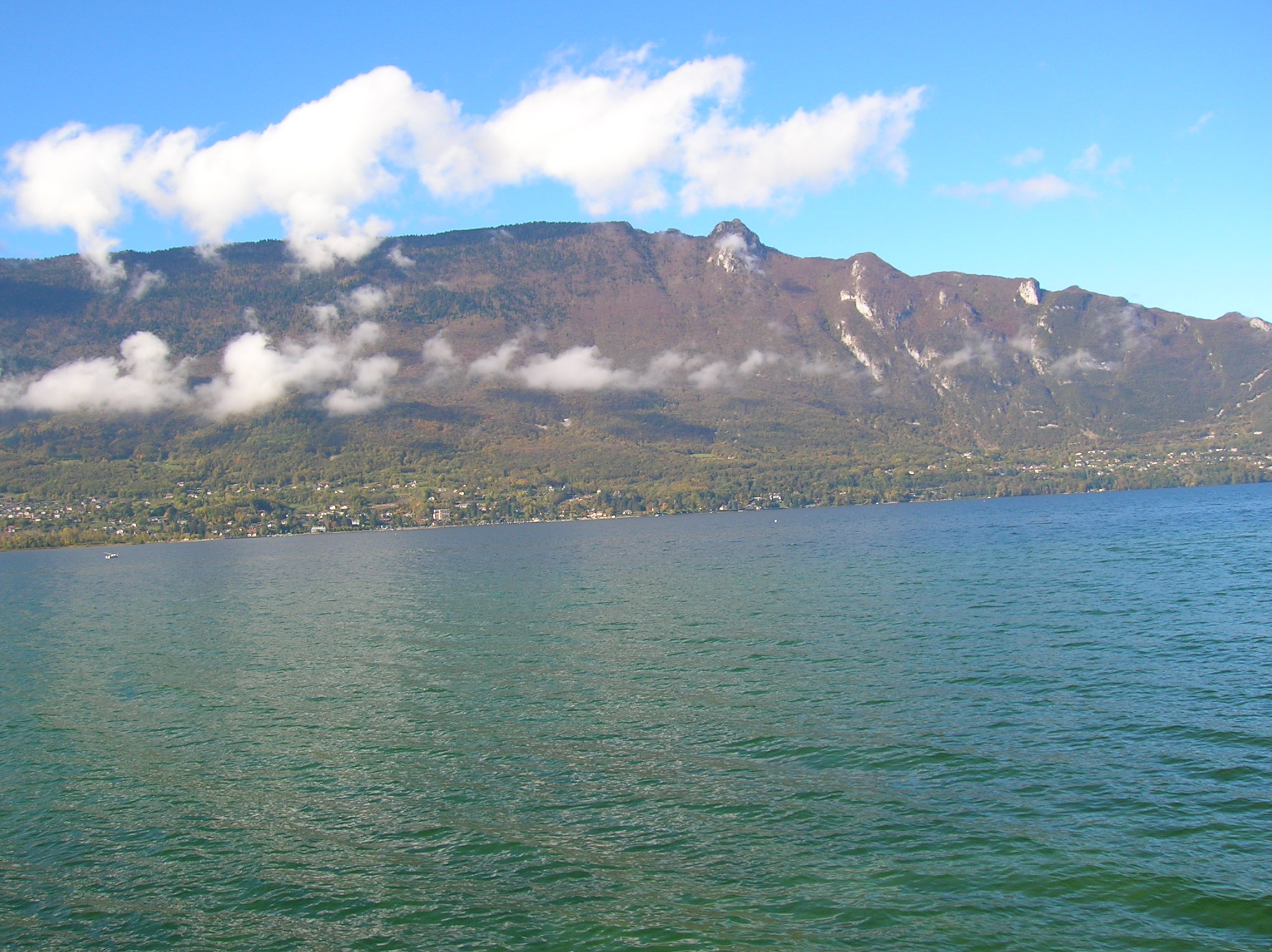
Bergkette Épine und la Dent du Chat
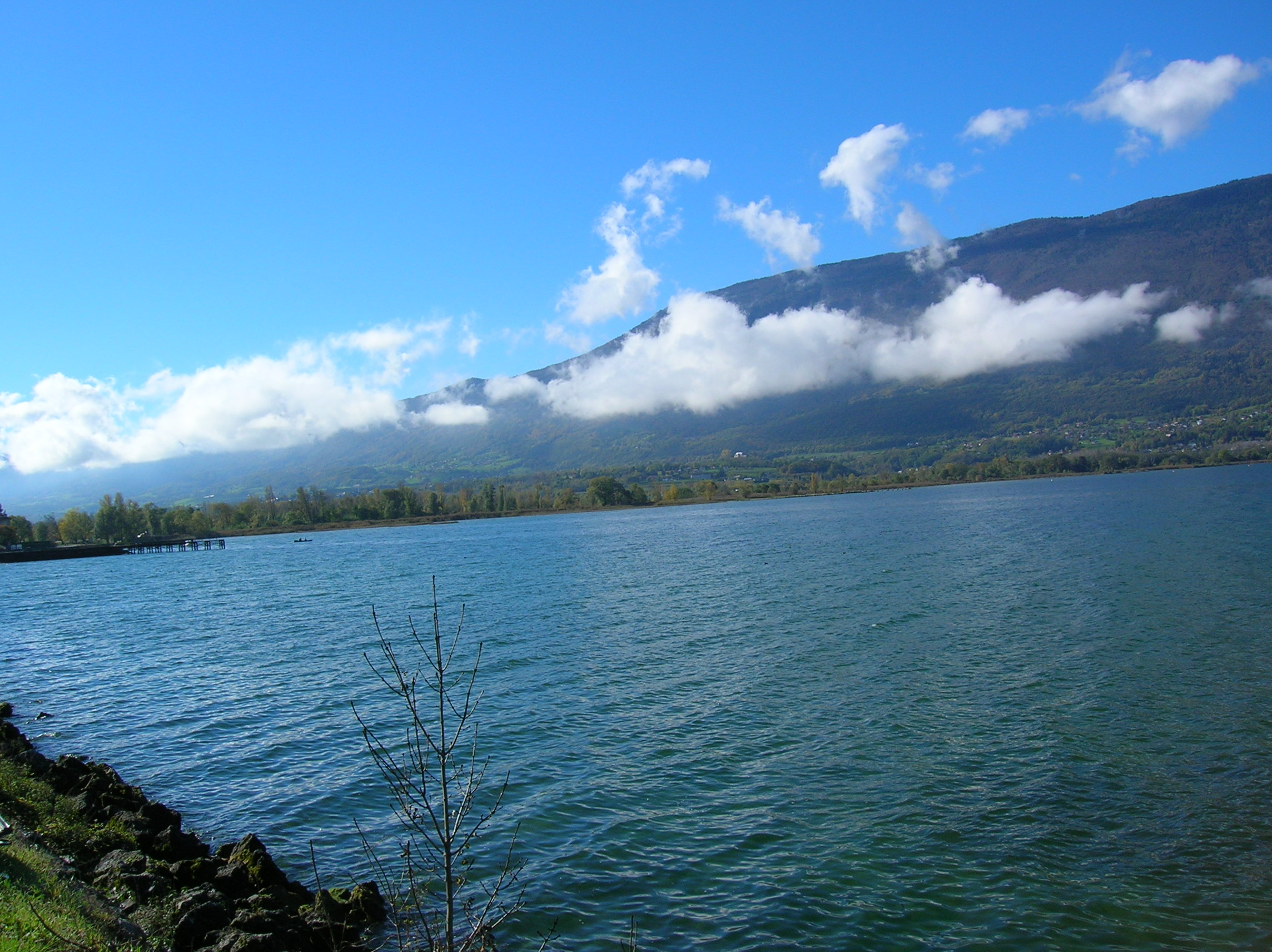
Lac du Bourget
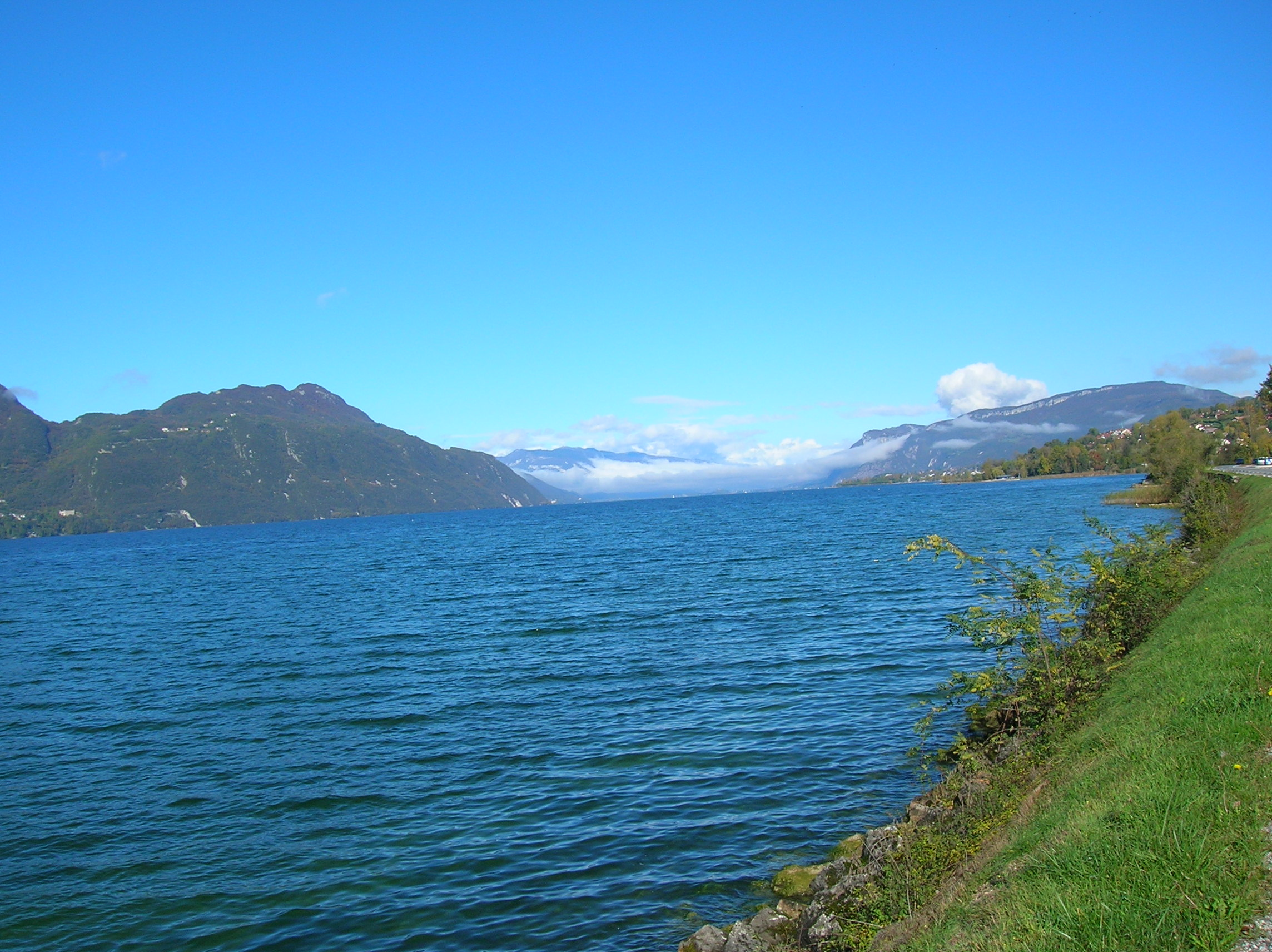
Lac du Bourget
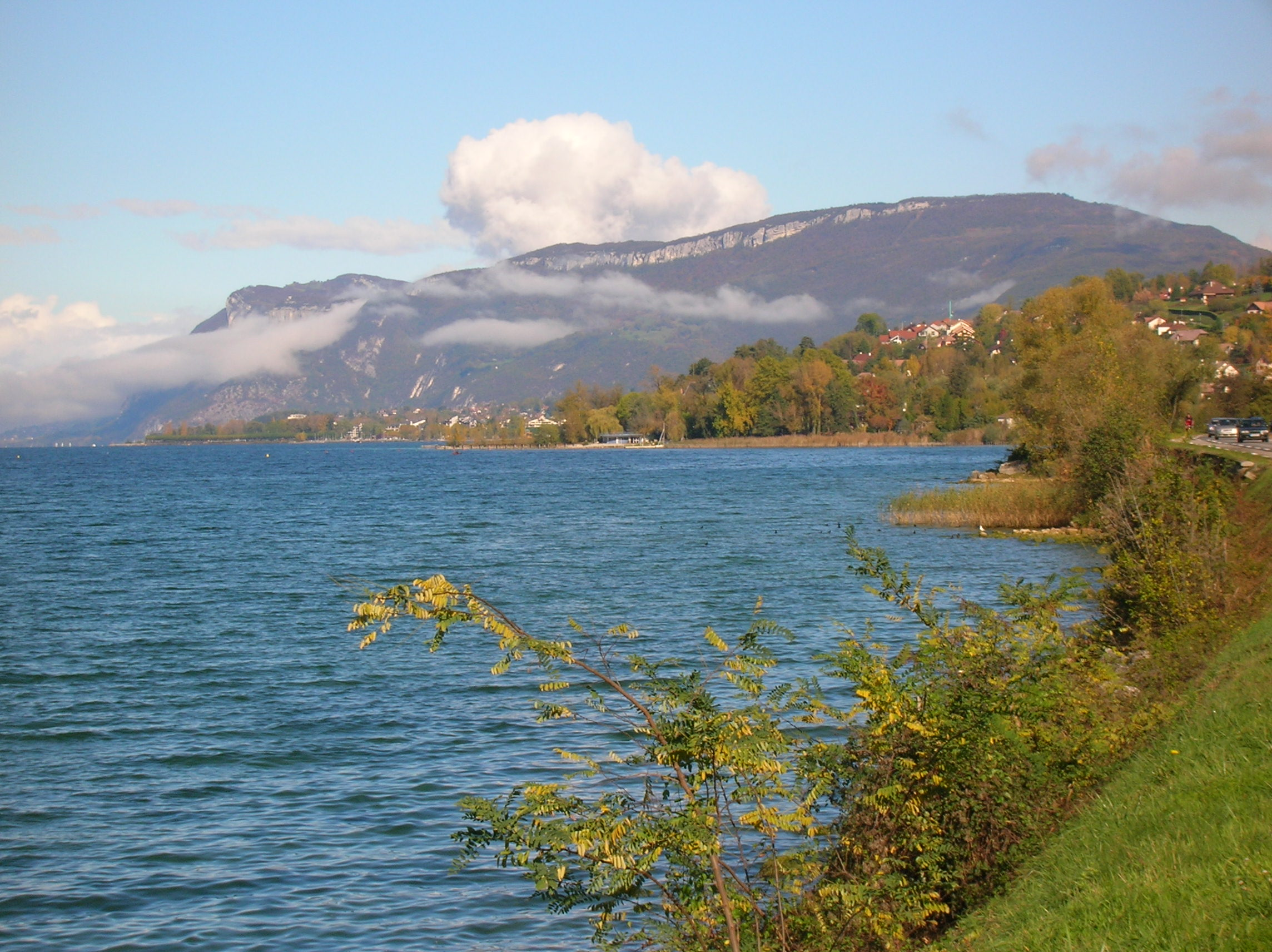
Lac du Bourget
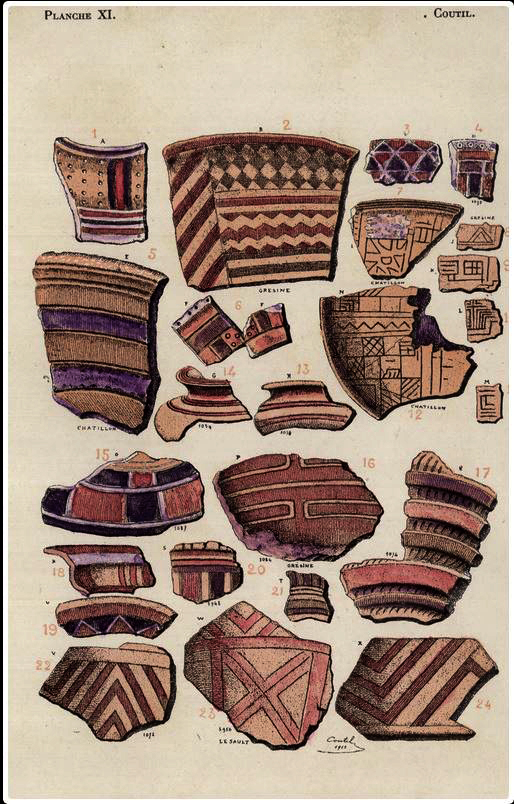
Keramik aus Pfahlbauten am Lac du Bourget, nachgebildet um 1915 von Léon Coutil (1856–1943)